# Quartier de la Sorbonne

Ernest Munier-Chalmas, démolition des bâtiments de la rue Gerson, 1893 (Bibliothèque interuniversitaire de la Sorbonne, NuBIS).

Le quartier de la Sorbonne est le 20e quartier administratif de Paris situé dans le 5e arrondissement, à proximité du jardin du Luxembourg et de la faculté de la Sorbonne sur la montagne Sainte-Geneviève. Il s'agit du quartier des grandes écoles parisiennes et de prestigieux instituts situés au sein du Quartier latin

## Délimitations
Le quartier de la Sorbonne est délimité par :
- la Seine au nord ;
- le boulevard Saint-Michel à l'ouest ;
- la rue Soufflot, la rue des Fossés-Saint-Jacques, et la rue de l'Estrapade au sud ;
- la rue Descartes, la rue de la Montagne-Sainte-Geneviève, la rue Frédéric-Sauton et la rue du Haut-Pavé à l'est.

Les quartiers du 5e arrondissement.
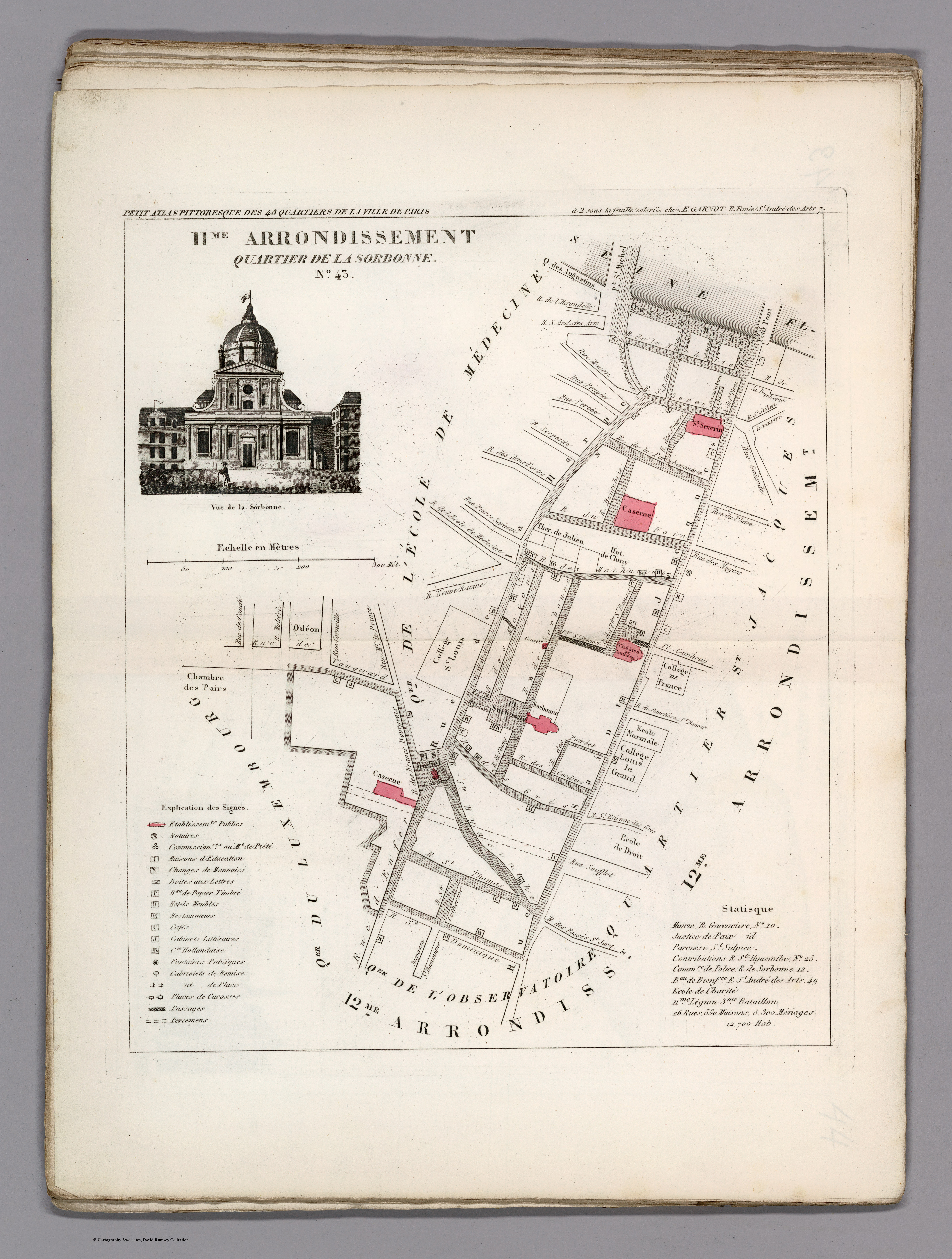
Plan du quartier de la Sorbonne dans l'ancien 11e arrondissement en 1834.

## Historique
Suppression de la rue Gerson lors de la démolition de l'ancienne Sorbonne. Une galerie Gerson est ouverte en 1901 pour perpétuer le souvenir de cette rue. 

## Bâtiments remarquables et lieux de mémoire
- Le Panthéon.
- La Sorbonne, le Collège de France, la faculté de droit de Paris.
- Les thermes de Cluny et le musée de Cluny (musée National du Moyen Âge).
- Les bibliothèques Sainte-Geneviève et Sainte-Barbe.
- Les lycées Henri-IV et Louis-le-Grand.
- L'église Saint-Séverin.
- L'église Saint-Étienne-du-Mont.
- De nombreux cinémas d'art et d'essai comme le cinéma du Panthéon, et les trois cinémas de la rue Champollion : le Champo, le Reflet Médicis, et la Filmothèque du Quartier Latin.
- Le plus vieil arbre de Paris : dans le square René-Viviani situé au nord de l'église Saint-Julien-le-Pauvre, se trouve un robinier planté en 1601 par le botaniste Jean Robin. Cet arbre passe pour être le plus ancien de Paris[4].
- La piscine Jean-Taris.